# حارة الملح (مسلسل)
حارة الملح مسلسل سوري من تأليف عادل أبو شنب، وإخراج علاء الدين كوكش. عُرض للمرة الأولى عام 1980.

## الفكرة
مسلسل سوري يتناول عددًا من القضايا الاجتماعية في المجتمع السوري، في بيئة الحارة وأهلها. 

## الممثلون
- ملك سكر.
- طلحت حمدي.
- فهد كعيكاتي.
- تيسير السعدي.
- أمل سكر.
- سليم كلاس.
- رشيد عساف.
- نادين خوري.
- صلاح قصاص.
- علي الرواس.
- يولاند أسمر.
- محمد العقاد.
- سلوم حداد.
- ميليا فؤاد.
- نزار فؤاد.
- أدهم الملا.
- سمير سلمون.
- حسن بغدادي.
- أحمد مسالخي.
- سهيل ماضي.